# Rejon tazowski

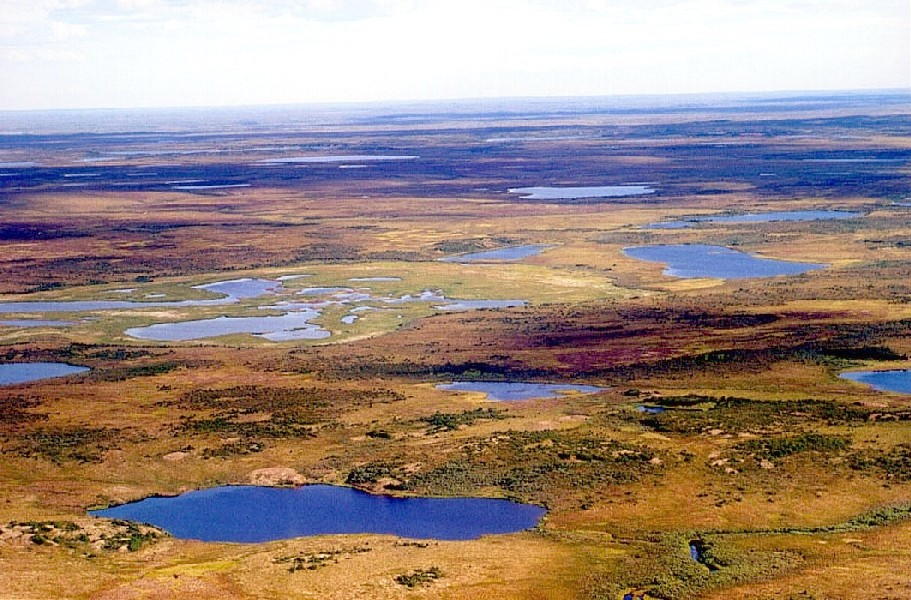
Tundra – typowy krajobraz Rejonu

Rejon tazowski (ros. Тазовский район) – rejon wchodzący w skład położonego w północnej Rosji Jamalsko-Nienieckiego Okręgu Autonomicznego.
Ośrodkiem administracyjnym rejonu jest miasto Tazowskij.
Rejon tazowski położony jest na północnym wschodzie Okręgu, ma powierzchnię 137.410 km.² i jest największym rejonem Jamalsko-Nienieckiego Okręgu Autonomicznego. Rejon położony w północnej części Syberii posiada bardzo surowy, subpolarny klimat, przez co zaludnienie jest bardzo niskie. Obszar ten zamieszkuje zaledwie 16,6 tys. osób (2005 r.), a gęstość zaludnienia wynosi 0,12 os./km.²
W rejonie, na tak rozległym terytorium znajduje się jedynie 1 miasto (Tazowskij), 4 wsie i 6 faktorii, a także pewna liczba obozowisk koczowników, jako że część autochtonicznej populacji wiedzie tradycyjny tryb życia. W Tazowskim zamieszkuje blisko 40% populacji Rejonu.
Ludność stanowią Nieńcy – rdzenni mieszkańcy tej części Syberii oraz pewna liczba osadników europejskich, głównie Rosjan.
Obszar rejonu leży w strefie klimatów podbiegunowych, jego powierzchnię stanowi głównie tundra.
Znajduje się tu Gydański Park Narodowy.